# Corydalis pachypoda
Corydalis pachypoda är en vallmoväxtart som först beskrevs av Adrien René Franchet, och fick sitt nu gällande namn av Hand.-mazz.. Corydalis pachypoda ingår i släktet nunneörter, och familjen vallmoväxter. Inga underarter finns listade i Catalogue of Life.